# 2016年歐洲大獎賽
2016年歐洲大獎賽（英語：2016 European Grand Prix），官方名稱為2016年一級方程式賽車歐洲大獎賽（英語：2016 Formula One Grand Prix of Europe），是2016年6月19日舉辦於亞塞拜然的一場一級方程式賽車賽事。比賽在巴庫市街賽道進行，總計51圈。這是2016年世界一級方程式錦標賽的第8場分站賽事。同時也是自1950年成為世界一級方程式錦標賽後的第23屆歐洲大獎賽。這場比賽首度舉辦於巴庫市街賽道，同時也是首次舉辦在亞塞拜然的大獎賽。
尼可·羅斯堡在車手積分榜上，以領先隊友路易斯·漢米爾頓9分的差距來到此站。他們的車隊梅賽德斯則在車隊積分榜方面領先法拉利76分。最終，羅斯堡贏得分站冠軍，這是他繼俄羅斯大獎賽後再度奪冠，並將積分領先擴大至24分。賽巴斯蒂安·維泰爾取得亞軍，印度威力的塞吉歐·培瑞茲以第三名之姿登上頒獎台。在車隊積分榜方面，梅賽德斯將領先法拉利的差距擴大至81分。威廉斯車手維爾特利·鮑達斯在排位賽階段的車速曾達378每小時（235英里每小時），創下一級方程式賽車車輛的最高速紀錄；而他的队友菲利佩·马萨在本站中的一次进站换胎时间达到1.92秒，与2013年红牛车队创造的赛事最快进站时间记录持平。

## 賽事簡報

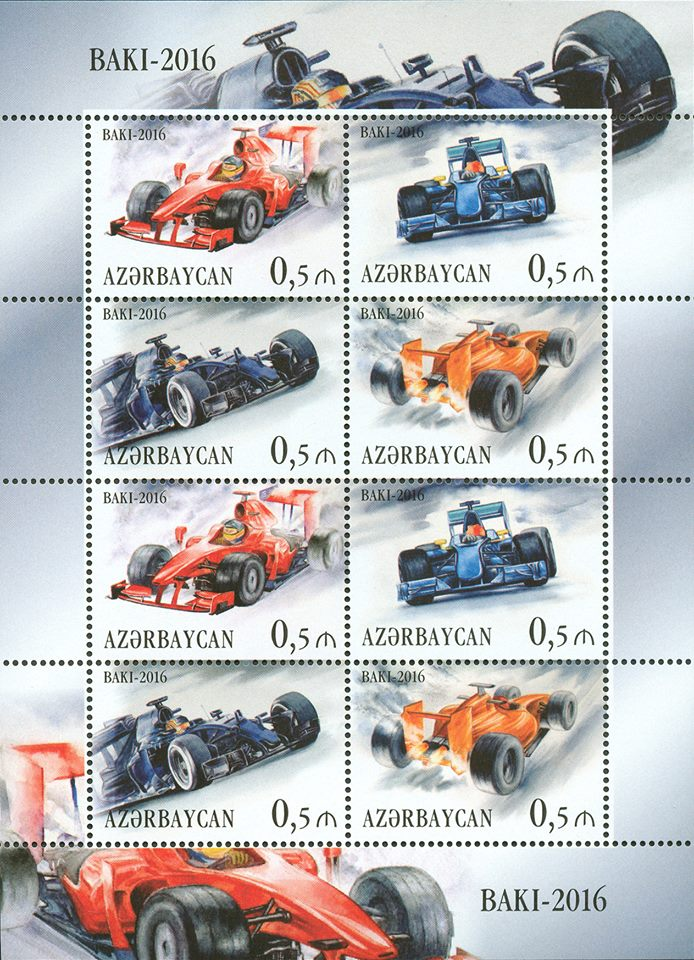
Azermarka公司委託製作一系列的郵票，以慶祝這場賽事。

### 背景

#### 籌備
在2012年的瓦倫西亞後，歐洲大獎賽宣告停辦。又因為韓國大獎賽主辦方違約的緣故，這項運動的商業權持有人伯尼·埃克萊斯頓極力尋求一場替代賽事。在2015年探察重新舉辦歐洲大獎賽的可能性後，這場賽事被正式納入2016年的賽曆。
這條賽道在2016年5月通過最終檢驗，國際汽聯賽事總監查理·懷汀稱他對賽道能夠及時做好萬全準備感到相當滿意。這條賽道也引來部分車手的批評，他們強調這條賽道在一些彎角缺少緩衝區，且狹窄的維修道入口竟然坐落在賽道最高速的位置。

#### 輪胎
在摩納哥與加拿大提供各車隊極軟胎配方後，輪胎供應商倍耐力在本站提供超軟胎、軟胎及中性胎配方，而未採用專門為市街賽道設計的極軟胎配方。倍耐力解釋說，未提供極軟胎的決策是出於缺乏這條賽道有效的性能數據，而大多數的車隊在軟胎與超軟胎配方選擇了較多的套數，僅有極少部數量的中性胎以符合規則上的要求。在為這場比賽做準備的過程中，倍耐力承認對於這條長距離的賽道，在高速及變向的情況下所產生的「駐波」問題感到擔憂，此現象是在高速及過彎力量下傳導至輪胎的能量，足以導致輪胎結構改變、破壞其剛性並提升另外一個受到關注的議題在於，舊城路段為保護鵝卵石街道而鋪設的暫時性路面，對輪胎會產生多少影響，更擔憂經過整個週末的高溫可能會使路面變得更加脆弱。在第一階段自由練習賽後，賽會發現為使路肩固定於地面上的金屬螺栓鬆動，更切割到輪胎的橡膠，因此有必要對賽道稍做修正，以解決這項問題。

#### 減少空氣阻力系統
這場比賽有兩個減少空氣阻力系統（DRS）可用區域，第一個位在主要大直道上，第二個則位於2至3號彎間、平行側的大直道上。

#### 墊場賽事
這條賽道舉辦了2016年GP2系列賽錦標賽的第三場分站作為墊場賽事。

### 爭議
首度宣布回歸後，根據亞塞拜然的亞塞拜然人權紀錄，這場比賽因為靠著亞塞拜然政府的財政支援而遭受批評。這些批評是在同樣透過政府支持的2014年俄羅斯大獎賽，以及俄羅斯遭控涉及在烏克蘭上空擊落馬來西亞航空17號班機的事件發生後浮出檯面。對此，紅牛及梅賽德斯車隊主席克里斯蒂安·霍納與托托·沃爾夫試圖讓這項運動脫離政治議題。2016年6月7日，「運動為權利」（Sport for Rights）組織寫信給伯尼·埃克萊斯頓，要求他公開表明對該國人權局勢的看法，但埃克萊斯頓並沒有做出回應。「運動為權利」明確表示，他們並沒有要求取消比賽，而是敦促這項運動透過這場比賽來公開宣導此議題。
由於這場比賽訂於6月19日，正好與2016年利曼24小時耐力賽撞期。印度威力車手尼可·賀根堡曾在2015年駕駛保時捷919 Hybrid贏得冠軍，但卻無法在本賽季回歸並試圖衛冕，使得一級方程式管理公司遭指責刻意將比賽安排在與利曼相同的日期，以阻止一級方程式車手參賽。2016年5月，亞塞拜然政府停止實施夏令時間，導致主辦單位更改了比賽的起跑時間。起跑時間的修改也使得這場大獎賽的起跑不再與利曼相互衝突。

### 自由練習賽
根據2016年賽季的規則，將舉行三階段自由練習賽，週五有兩場長一個半小時，而剩餘的一場一小時練習賽則位在週六排位賽之前。週五上午，這條全新賽道的首個練習賽階段，路易斯·漢米爾頓以1:46.435寫下最快時間。他的隊友羅斯堡以0.4秒之差位居第2，威廉斯的維爾特利·鮑達斯同樣與漢米爾頓相差在1秒之內，名列第3。費爾南多·阿隆索拿下鼓舞麥拉倫車隊的第4名。相較用上超軟胎的兩位梅賽德斯車手，鮑達斯與阿隆索皆是在使用軟胎的期間寫下他們各自的最快圈時。一些車手在這條全新的賽道發生衝出賽道的狀況，其中，伊斯班·古鐵雷斯率先在15號彎衝進緩衝區。漢米爾頓也曾發生事故，他在3號彎碰到護欄，又在一圈後磨平輪胎。丹尼爾·里卡多引發此階段最大的事故，他在出15號彎後撞毀他的紅牛RB12並失去了其中一顆後輪，導致賽會部署了長達11分鐘的紅旗階段。

## 賽事結果

### 排位賽成績
| 名次               | 車號 | 車手              | 車隊              | 第一階段 | 第二階段 | 第三階段  | 發車位 |
| ------------------ | ---- | ----------------- | ----------------- | -------- | -------- | --------- | ------ |
| 1                  | 6    | 尼可·羅斯堡       | 梅賽德斯          | 1:43.685 | 1:42.520 | 1:42.758  | 1      |
| 2                  | 11   | 塞吉歐·培瑞茲     | 印度威力-梅賽德斯 | 1:44.462 | 1:43.939 | 1:43.515  | 71     |
| 3                  | 3    | 丹尼爾·里卡多     | 紅牛-豪雅         | 1:44.570 | 1:44.141 | 1:43.9662 | 2      |
| 4                  | 5    | 賽巴斯蒂安·維泰爾 | 法拉利            | 1:45.062 | 1:44.461 | 1:43.9662 | 3      |
| 5                  | 7    | 奇米·雷克南       | 法拉利            | 1:44.936 | 1:44.533 | 1:44.269  | 4      |
| 6                  | 19   | 費利佩·馬薩       | 威廉斯-梅賽德斯   | 1:45.494 | 1:44.696 | 1:44.483  | 5      |
| 7                  | 26   | 丹尼爾·科維亞特   | 紅牛二隊-法拉利   | 1:44.694 | 1:44.687 | 1:44.717  | 6      |
| 8                  | 77   | 維爾特利·鮑達斯   | 威廉斯-梅賽德斯   | 1:44.706 | 1:44.477 | 1:45.246  | 8      |
| 9                  | 33   | 馬克斯·維斯塔潘   | 紅牛-豪雅         | 1:44.939 | 1:44.387 | 1:45.570  | 9      |
| 10                 | 44   | 路易斯·漢米爾頓   | 梅賽德斯          | 1:44.259 | 1:43.526 | 2:01.954  | 10     |
| 11                 | 8    | 羅曼·格羅斯讓     | 哈斯-法拉利       | 1:45.507 | 1:44.755 |           | 11     |
| 12                 | 27   | 尼可·賀根堡       | 印度威力-梅賽德斯 | 1:44.860 | 1:44.824 |           | 12     |
| 13                 | 55   | 小卡洛斯·塞恩斯   | 紅牛二隊-法拉利   | 1:44.827 | 1:45.000 |           | 181    |
| 14                 | 14   | 費爾南多·阿隆索   | 麥拉倫-本田       | 1:45.525 | 1:45.270 |           | 13     |
| 15                 | 21   | 伊斯班·古鐵雷斯   | 哈斯-法拉利       | 1:45.300 | 1:45.349 |           | 14     |
| 16                 | 12   | 費利佩·納斯爾     | 薩伯-法拉利       | 1:45.549 | 1:46.048 |           | 15     |
| 17                 | 88   | 里奧·哈里恩多     | 馬諾-梅賽德斯     | 1:45.665 |          |           | 16     |
| 18                 | 94   | 帕斯卡·維爾莱茵   | 馬諾-梅賽德斯     | 1:45.750 |          |           | 17     |
| 19                 | 22   | 詹森·巴頓         | 麥拉倫-本田       | 1:45.804 |          |           | 19     |
| 21                 | 9    | 马库斯·埃里克松   | 薩伯-法拉利       | 1:46.231 |          |           | 20     |
| 21                 | 20   | 凱文·馬格努森     | 雷諾              | 1:46.348 |          |           | PL1,3  |
| 22                 | 30   | 喬里昂·帕爾默     | 雷諾              | 1:46.394 |          |           | 21     |
| 107%時間：1:50.942 |      |                   |                   |          |          |           |        |
| 來源：             |      |                   |                   |          |          |           |        |

註記：
- ^1  — 塞吉歐·培瑞茲、小卡洛斯·塞恩斯和凱文·馬格努森因為更換變速箱，須接受5位罰退。[26]
- ^2  — 丹尼爾·里卡多與賽巴斯蒂安·維泰爾在Q3寫下完全相同的單圈時間。由於里卡多率先做出他的時間，所以排位名次領先維泰爾。[27]
- ^3  — 凱文·馬格努森因為在檢錄區對其車輛進行修正，須從維修道起跑。[28]

### 正賽成績
| 名次   | 車號 | 車手              | 車隊              | 圈數 | 時間/退賽   | 發車位 | 積分 |
| ------ | ---- | ----------------- | ----------------- | ---- | ----------- | ------ | ---- |
| 1      | 6    | 尼可·羅斯堡       | 梅賽德斯          | 51   | 1:32:52.366 | 1      | 25   |
| 2      | 5    | 賽巴斯蒂安·維泰爾 | 法拉利            | 51   | +16.696     | 3      | 18   |
| 3      | 11   | 塞吉歐·培瑞茲     | 印度威力-梅賽德斯 | 51   | +25.241     | 7      | 15   |
| 4      | 7    | 奇米·雷克南       | 法拉利            | 51   | +33.1023    | 4      | 12   |
| 5      | 44   | 路易斯·漢米爾頓   | 梅賽德斯          | 51   | +56.335     | 10     | 10   |
| 6      | 77   | 維爾特利·鮑達斯   | 威廉斯-梅賽德斯   | 51   | +60.886     | 8      | 8    |
| 7      | 3    | 丹尼爾·里卡多     | 紅牛-豪雅         | 51   | +69.229     | 2      | 6    |
| 8      | 33   | 馬克斯·維斯塔潘   | 紅牛-豪雅         | 51   | +70.696     | 9      | 4    |
| 9      | 27   | 尼可·賀根堡       | 印度威力-梅賽德斯 | 51   | +77.708     | 12     | 2    |
| 10     | 19   | 費利佩·馬薩       | 威廉斯-梅賽德斯   | 51   | +85.375     | 5      | 1    |
| 11     | 22   | 詹森·巴頓         | 麥拉倫-本田       | 51   | +104.817    | 19     |      |
| 12     | 12   | 費利佩·納斯爾     | 薩伯-法拉利       | 50   | +1圈        | 15     |      |
| 13     | 8    | 羅曼·格羅斯讓     | 哈斯-法拉利       | 50   | +1圈        | 11     |      |
| 14     | 20   | 凱文·馬格努森     | 雷諾              | 50   | +1圈        | PL     |      |
| 15     | 30   | 喬里昂·帕爾默     | 雷諾              | 50   | +1圈        | 22     |      |
| 16     | 21   | 伊斯班·古鐵雷斯   | 哈斯-法拉利       | 50   | +1圈        | 14     |      |
| 17     | 9    | 马库斯·埃里克松   | 薩伯-法拉利       | 50   | +1圈        | 20     |      |
| 18     | 88   | 里奧·哈里恩多     | 馬諾-梅賽德斯     | 49   | +2圈        | 16     |      |
| 19     | 14   | 費爾南多·阿隆索   | 麥拉倫-本田       | 42   | 變速箱      | 13     |      |
| Ret    | 94   | 帕斯卡·維爾萊茵   | 馬諾-梅賽德斯     | 39   | 剎車        | 17     |      |
| Ret    | 55   | 小卡洛斯·塞恩斯   | 紅牛二隊-法拉利   | 31   | 懸掛        | 13     |      |
| Ret    | 26   | 丹尼爾·科維亞特   | 紅牛二隊-法拉利   | 6    | 懸掛        | 6      |      |
| 來源： |      |                   |                   |      |             |        |      |

註記：
^3  – 奇米·雷克南因為越過維修站入口邊線，需在賽後受罰加時5秒。

### 賽後排名
|   | 名次 | 車手              | 積分 |
| - | ---- | ----------------- | ---- |
|   | 1    | 尼可·羅斯堡       | 141  |
|   | 2    | 路易斯·漢米爾頓   | 117  |
|   | 3    | 賽巴斯蒂安·維泰爾 | 96   |
| 1 | 4    | 奇米·雷克南       | 81   |
| 1 | 5    | 丹尼爾·里卡多     | 78   |

|  | 名次 | 車隊              | 積分 |
|  | ---- | ----------------- | ---- |
|  | 1    | 梅賽德斯          | 258  |
|  | 2    | 法拉利            | 177  |
|  | 3    | 紅牛-豪雅         | 140  |
|  | 4    | 威廉斯-梅賽德斯   | 90   |
|  | 5    | 印度威力-梅賽德斯 | 59   |

- 註記：僅列出前五名。

## 外部連結
| 上一場： 2016年加拿大大獎賽 | 2016年世界一级方程式锦标赛 | 下一場： 2016年奧地利大獎賽                              |
| 上一屆： 2012年歐洲大獎賽   | 歐洲大獎賽                 | 下一屆： 无 （在相同场地以2017年阿塞拜疆大奖赛名义举办） |